# Adolf Matthias (Pädagoge)

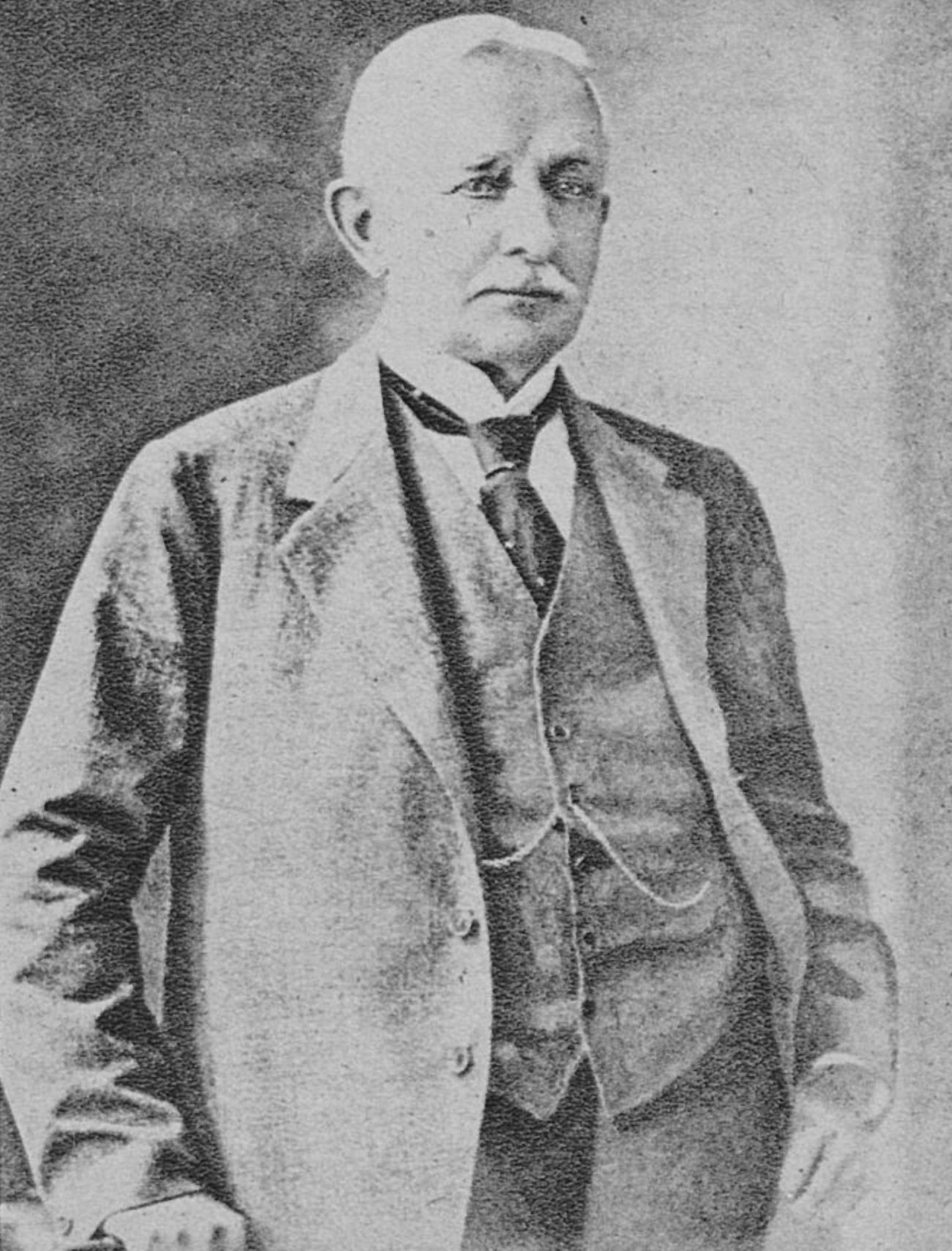
Adolf Matthias

Adolf Matthias (* 1. Juni 1847 in Hannover; † 8. Juni 1917 in Düsseldorf) war ein deutscher Pädagoge und Autor von Büchern über Schul- und Erziehungsfragen. 

## Leben
Matthias studierte in Marburg und Göttingen Klassische Philologie, Deutsch und Geschichte. Als Kriegsfreiwilliger 1870/71 wurde er mit dem Eisernen Kreuz ausgezeichnet. Matthias erhielt 1873 die Lehrbefugnis für Griechisch und Latein, Deutsch und Geschichte. 1873 absolvierte er sein Probejahr am herzoglichen Gymnasium in Holzminden. Im selben Jahr wurde er in Jena promoviert. Ostern 1874 wurde er Gymnasiallehrer in Essen. Es folgten Stationen in Bochum, Lemgo, Düsseldorf und Koblenz. 1900 trat er ins preußische Kultusministerium ein, 1903 wurde er zum Geheimen Oberregierungsrat ernannt. 1910 trat er als Wirklicher Geheimer Oberregierungsrat in Berlin in den Ruhestand.

## Werke (Auswahl)
- Meine Kriegserinnerungen: Blätter aus der Werdezeit von Kaiser und Reich, (3. unveränd. Aufl.). Beck, München 1913.
- Erlebtes und Zukunftsfragen aus Schulverwaltung, Unterricht und Erziehung: Ein Buch für Freunde deutscher Bildung. Leipzig und Frankfurt am Main, 1913 (Deutsche Nationalbibliothek 2021).
- Geschichte des deutschen Unterrichts. Leipzig und Frankfurt am Main 1907 (Deutsche Nationalbibliothek 2021).
- Hilfsbuch für den deutschen Sprachunterricht auf der 3 unteren Stufen höherer Lehranstalten. Leipzig und Frankfurt am Main 1913 (Deutsche Nationalbibliothek 2021).
- Bismarck: Sein Leben und sein Werk. Severus Verlag, Hamburg 1915.
- Deutsche Wehrkraft und kommendes Geschlecht. Hirzel Verlag, Leipzig 1915.
- Staatsbürgerliche Erziehung vor und nach dem Kriege. Hirzel Verlag, Leipzig 1916.
- Frau Aja: Goethes Mutter. Georg Westermann, Braunschweig 1924.
- Die patriotische Lyrik der Befreiungskriege. Velhagen & Klasing, Bielefeld und Leipzig 1925.
- Der perfekte Engländer oder praktischer Unterricht in der englischen Umgangssprache für jedermann, auch ohne Vorkenntnis des Englischen, (15. Aufl.). Verlag Friedberg & Mode, Berlin 1929.
- Praktische Pädagogik für höhere Lehranstalten, (6. durchges. u. erg. Aufl.). Verlag C. H. Beck, München 1922.

## Quelle
- Pharus - 8.1917, Halbjahrband 2, S. 102ff.
- Matthias, Adolf. In: Rudolf Vierhaus (Hrsg.): Deutsche Biographische Enzyklopädie. 2., überarbeitete und erweiterte Auflage. Band 6: Kraatz-Menges. De Gruyter, Berlin 2006, ISBN 3-11-094027-2, S. 791 (google.de – eingeschränkte Ansicht).

| Personendaten    | Personendaten                                              |
| ---------------- | ---------------------------------------------------------- |
| NAME             | Matthias, Adolf                                            |
| KURZBESCHREIBUNG | Pädagoge und Schriftsteller in Schul- und Erziehungsfragen |
| GEBURTSDATUM     | 1. Juni 1847                                               |
| GEBURTSORT       | Hannover                                                   |
| STERBEDATUM      | 8. Juni 1917                                               |
| STERBEORT        | Düsseldorf                                                 |